# Gronovia
Gronovia es un género  de plantas fanerógamas perteneciente a la familia Loasaceae.Comprende 5 especies descritas y de estas, solo 2 aceptadas.

## Descripción
Son enredaderas herbáceas anuales; con tallos pilosos con una mezcla de tricomas urticantes pequeños y tricomas largos con 2 barbas uncinadas apicales. Hojas alternas, reniformes, 2.5–9 cm de largo y 2–9 cm de ancho, base cordada con senos profundos y anchos, profunda y palmadamente lobados, generalmente con 5 lobos principales, al menos los lobos laterales adicionalmente incisos, ápice de los lobos acuminado, estrigosos.
Inflorescencias cimoso-compuestas, de apariencia opuesta, flores sésiles, amarillas o verdosas, hipanto globoso a ampliamente oblongo, estrigosas, tricomas con barbas diminutas; tubo calicino libre del hipanto por ca 1 mm, lobos calicinos 5, 3–6 mm de largo; pétalos 5, espatulados, 1.2–3.2 mm de largo; estambres 5, opuestos a los sépalos, estaminodios ausentes.
Fruto pentagonal-obcónico, 4–5 mm de largo y 3.5–5 mm de ancho, 5-alado apicalmente, indehiscente, seríceo, los tricomas con barbas diminutas, sépalos y estilo persistentes; semilla 1.

## Taxonomía
El género fue descrito por Carlos Linneo y publicado en Species Plantarum 1: 202. 1753.

## Especies aceptadas
A continuación se brinda un listado de las especies del género Gronovia aceptadas hasta septiembre de 2014, ordenadas alfabéticamente. Para cada una se indica el nombre binomial seguido del autor, abreviado según las convenciones y usos.	
- Gronovia longiflora Rose
- Gronovia scandens L. - chichicaxtli[3]